# Kerncentrale Fessenheim
De kerncentrale Fessenheim ligt in de gemeente Fessenheim in noordoost Frankrijk, aan het Grand Canal d'Alsace dat langs de Rijn loopt.
De centrale heeft twee drukwaterreactoren (PWR).
Er bestaan wat zorgen rondom deze centrale vanwege de ligging in de Boven-Rijnslenk, waar mogelijk aardverschuivingen kunnen voorkomen. De kerncentrale zou oorspronkelijk al in 2016 worden gesloten. Unit 1 werd in februari 2020 gesloten en Unit 2 volgde op 29 juni 2020.

## Uitschakelen kerncentrales
Op 22 februari 2020 werd de eerste van de twee kerncentrales uitgeschakeld. Als eerste stap om het aandeel van kernenergie in de stroomvoorziening in Frankrijk kleiner te maken, en om over te schakelen op meer hernieuwbare energie. Het doel was om omstreeks 2035 het aandeel kernenergie te verminderen tot 50 procent van de totale stroomvoorziening. De tweede reactor is in juni 2020 uitgezet. Daarna zal het nog enkele maanden duren voordat de centrales voldoende zijn afgekoeld om alle brandstofstaven te verwijderen.
| reactorblok  | reactortype | vermogen | begin bouw | inbedrijfname | stillegging |
| ------------ | ----------- | -------- | ---------- | ------------- | ----------- |
| Fessenheim-1 | PWR         | 900 MW   | 1971       | 1978          | 22-02-2020  |
| Fessenheim-2 | PWR         | 900 MW   | 1972       | 1978          | 29-06-2020  |

## Externe link

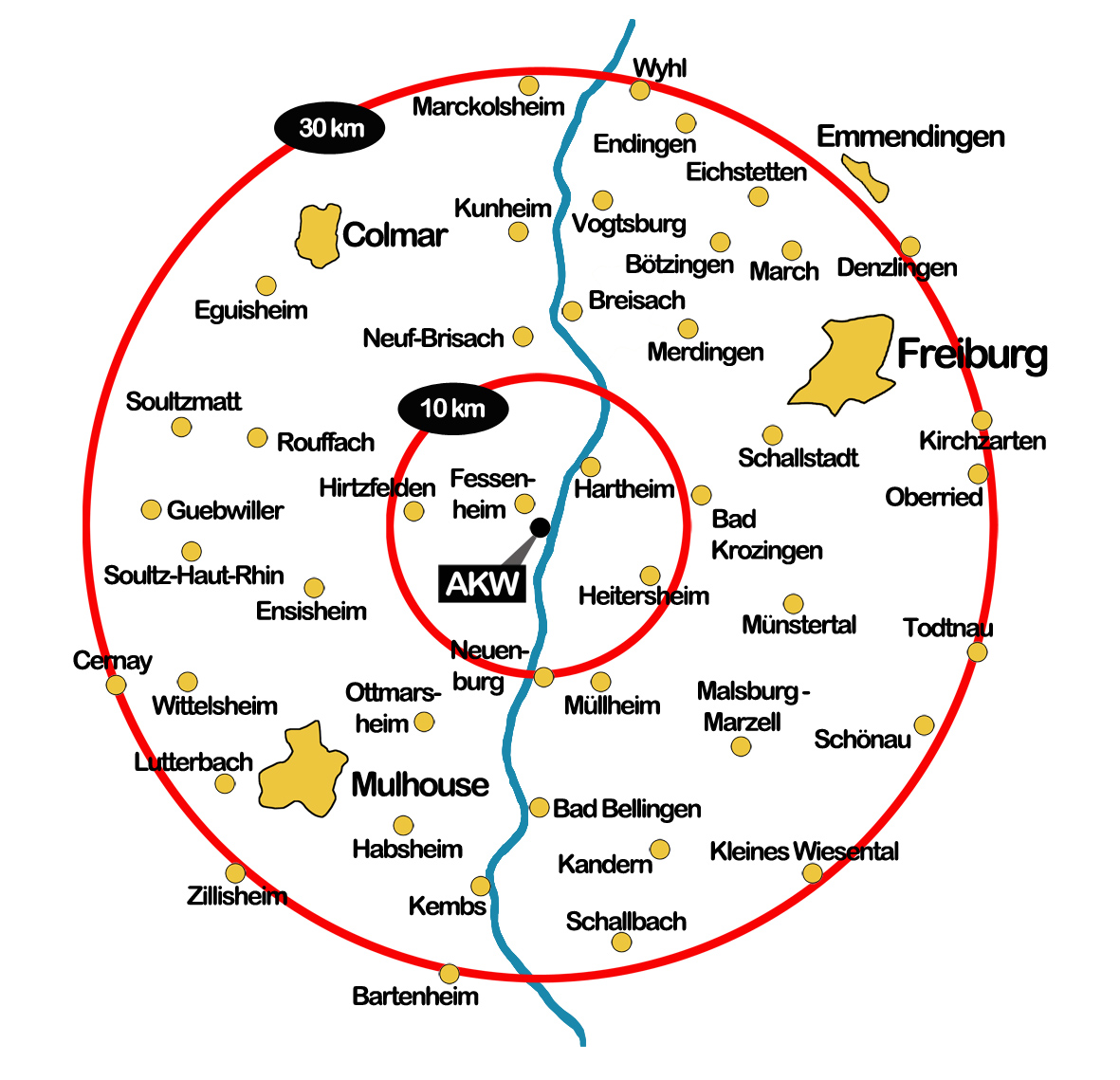
evacuatiezones rond Fessenheim